# John Hilliard
John Hilliard (Coushatta, 16 aprile 1976) è un ex giocatore di football americano statunitense che ha militato nel ruolo di defensive end nella National Football League (NFL) e nella Arena Football League.

## Carriera

### Seattle Seahawks
Hillard fu scelto nel sesto giro (190º assoluto) del Draft NFL 2000 dai Seattle Seahawks. Vi giocò fino al 2003 un totale di 27 partite mettendo a segno 30 tackle.

### Green Bay Packers
Hilliard firmò con i Green Bay Packers il 19 gennaio 2004. Fu svincolato il 27 febbraio dello stesso anno.

### New Orleans VooDoo
Hilliard firmò con i New Orleans VooDoo il 28 ottobre 2004.

### Grand Rapids Rampage
Hilliard fu scambiato con i Grand Rapids Rampage il 29 marzo 2005 con i quali chiuse la carriera nel football professionistico.